# Estadio Palestina
El Estadio Palestina (en árabe: ملعب فلسطين) se encuentra en la ciudad de Gaza en la Franja de Gaza, en Palestina. Es el estadio nacional y el hogar del equipo de fútbol nacional de Palestina. La capacidad del estadio es de alrededor de 10.000 espectadores.
Fue bombardeado por Israel el 1 de abril de 2006, directamente en el punto central, y quedó inutilizable debido al cráter formado. La FIFA anunció que financiaría los trabajos de reparación. Fue bombardeado de nuevo el 19 de noviembre de 2012, por las Fuerzas de Defensa de Israel como parte de la Operación Columna de Nube. Israel afirmó que el último atentado se debió a su supuesto uso por parte de militantes para lanzar cohetes dirigidos a Israel.
El estadio y el área cerca del pabellón de deportes de interior sufrieron daños importantes lo que dio lugar a que notables jugadores de fútbol de todo el mundo hicieran una petición firmada contra estas acciones.